# Душко Марковић (политичар)
Душко Марковић (Мојковац, 6. јул 1959) црногорски је политичар. Председник је странке европског прогреса , основане 2024 године.

## Биографија
Дипломирао је на Правном факултету Универзитета у Крагујевцу. У младости је играо за ФК Србија из Крагујевца.
Секретар Скупштине Општине Мојковац био је до 1989. године. Предсједник Скупштине те општине био је од 1989. до 1991. године.
Функцију посланика у Скупштини Црне Горе обављао је од 1997. до 1998. године.
Од 1998. до 2010. био је на челу Државне безбиједности која је у међувремену преименована у Агенцију за националну безбиједност.
Он је бивши Предсједник Владе Црне Горе, у периоду од 2016. године до 2020. године, и члан Демократске партије социјалиста.